# Marie-Suzanne Giroust
Marie-Suzanne Giroust (født 9. marts 1734 i Paris, død 31. august 1772 i Paris) var en fransk pastelmaler. Ved giftermål fik hun efternavnet Roslin, og hun findes benævnt Suzanne Roslin.
Som syvårig mistede Marie-Suzanne sin far, der var juveler. Da hun var 11, døde også hendes mor, og hun flyttede ind hos slægtninge. Arven efter faderen gav hende mulighed for selv at vælge et erhverv. Hun benyttede muligheden til at lære at male. Hun studerede hos Quentin de La Tour (1704-1788), men det var især i atelieret hos Joseph-Marie Vien (1716-1809), at hun følte sig rigtig velkommen. I dette atelier mødte hun allerede i 1752 den svenske maler Alexander Roslin. De to forelskede sig i hinanden, men Marie-Suzannes formynder kunne ikke acceptere denne udlænding, der var protestant, som hendes ægtemand. Så parret måtte vente længe, før de kunne gifte sig den 8. januar 1759. De fik tre døtre og tre sønner, hvoraf to døtre og to sønner nåede voksenalder.
Alexander Roslin anerkendte sin hustrus talent og erkendte åbent, at hun var en bedre pastelmaler end han selv. Han brugte hende som model til mange portrætbilleder. Kort tid efter fødslen af sit sjette barn blev Marie-Suzanne Giroust den 1. september 1770 medlem af Académie royale. Hun døde i 1772 af brystkræft.

## Værker
- Portræt af M. Pigalle (1771), på Musée du Louvre, Paris
- Tre portrætter på Institut Tessin, Paris
- Et portræt på kunstmuseet i Troyes
- Selvportræt i færd med at kopiere et portræt af Quentin de La Tour (1771-72), forsvundet, foto i Lindbergs bog.

- Selvportræt, 1770.
- Jean-Baptiste Pigalle
- Marie-Joseph Peyre